# Wichtrach
Wichtrach is een gemeente en plaats in het Zwitserse kanton Bern, en maakt deel uit van het district Bern-Mittelland.
Wichtrach telt 4.072 inwoners.